# Марион Пошман
Марион Пошман (на немски: Marion Poschmann) е hерманска писателка, авторка на романи, разкази, стихотворения и есета.

## Биография
Марион Пошман е родена през 1969 г. в град Есен, но израства в Мюлхайм ан дер Рур и в Есен, провинция Северен Рейн-Вестфалия.
От 1989 до 1995 г. следва германистика, философия и славистика, отначало в Бон, а от 1992 г. в Берлин.
Освен това изучава драматургия в берлинския Университет на изкуствата.
От 1997 до 2003 г. Пошман преподава немски език в немско-полския проект за основно образование „Spotkanie heißt Begegnung“.
Живее като писателка на свободна практика в Берлин.
Член е на Немската академия за език и литература в Дармщат и немския ПЕН клуб.

## Награди и отличия
- 2000: Stipendium der Stiftung Kulturfonds Berlin und Brandenburg
- 2002: Alfred-Döblin-Stipendium
- 2003: Autoren-Förderungsprogramm der Stiftung Niedersachsen (Lyrik)
- 2003: „Поощрителна награда Волфганг Вайраух“
- 2003: Aufenthaltsstipendium Künstlerhaus Lukas in Ahrenshoop
- 2004: Stipendium der Deutschen Akademie Rom Villa Massimo
- 2005: Förderpreis des Kulturkreises der Deutschen Wirtschaft im BDI
- 2005: Nominiert für den Deutschen Buchpreis mit Schwarzweißroman
- 2005: „Рурска литературна награда“
- 2006: Stipendium des Heinrich-Heine-Hauses der Stadt Lüneburg (Januar bis März)
- 2006: Stipendium im Internationalen Künstlerhaus Villa Concordia
- 2006: „Награда Дросте““ (поощрение)
- 2007: Förderpreis des Landes Nordrhein-Westfalen für junge Künstlerinnen und Künstler
- 2007: Arbeitsstipendium des Deutschen Literaturfonds
- 2007: Literaturstipendium in den Künstlerhäusern Worpswede
- 2009: Kunstpreis Literatur der Land Brandenburg Lotto GmbH[1]
- 2009: Literaturstipendium der Konrad-Adenauer-Stiftung (Else-Heiliger-Fonds)
- 2009: Stipendium Künstlerhaus Edenkoben
- 2010: Stadtschreiberin zu Rheinsberg
- 2011: Stadtschreiberstipendium Tübingen
- 2011: „Награда Петер Хухел“
- 2011: Arbeitsstipendium des Berliner Senats
- 2011: „Награда Ернст Майстер за поезия“ für Geistersehen
- 2012: Arbeitsstipendium des Deutschen Literaturfonds
- 2013: Finalistin beim Deutschen Buchpreis (Shortlist) mit Die Sonnenposition
- 2013: „Награда Вилхелм Раабе (2000)“
- 2015: Thomas-Kling-Poetikdozentur der Universität Bonn
- 2016: Mitglied der Akademie der Wissenschaften und der Literatur Mainz[2]
- 2017: Deutscher Preis für Nature Writing
- 2017: „Дюселдорфска литературна награда“
- 2017: Mitglied der Deutschen Akademie für Sprache und Dichtung
- 2017: „Немска награда за книга“ (номинация)
- 2018: „Берлинска литературна награда“, mit Gastprofessur für deutschsprachige Poetik an der FU Berlin im Sommersemester 2018
- 2018: Klopstock-Preis für neue Literatur für Die Kieferninseln